# Hjalmar Kylberg
Hjalmar Kylberg, född 6 januari 1824 på Såtenäs i Tuns socken, Skaraborgs län, död 13 oktober 1885 i Östads församling, Älvsborgs län, var en svensk agronom samt skol- och anstaltsföreståndare. Han var son till Lars Wilhelm Kylberg och hade två konstnärliga systrar, Marina och Regina samt bröderna Ivar och Lars W Kylberg.
Kylberg genomgick 1844-45 Degebergs lantbruksinstitut och ägnade sig åt praktiskt jordbruk samt lantbruksundervisning som föreståndare för lägre lantbruksskolor vid Bo i Kalmar län 1847-56, Ryssbylund i samma län 1856-58 och Vårby i Stockholms län 1858-59. Därefter återgick han till skötseln av sin egendom Ryssbylund i Kalmar län, där han 1863 öppnade en privat lantbrukselementarskola. Åren 1871-74 var han föreståndare för lantbruksinstitutet på Ultuna, därefter föreståndare för Åkerbrukskolonien Hall vid Södertälje till 1878, då han övertog liknande befattning vid Östads barnhus invid Alingsås, vilket upprättats genom testamente 1774 av direktör Niclas Sahlgren i syfte att dana "dugliga och kunniga arbetare vid jordbruket".
Under den tid han ledde Kalmar läns lantbruksskola företog han åtskilliga resor till Tyskland, Skottland och England för att studera åkerbruksförhållanden. Åren 1851-64 var han ledamot av Kalmar läns hushållningssällskaps förvaltningsutskott och 1864-71 samma sällskaps vice ordförande, samt redigerade 1852-55 sällskapets tidskrift. Han utgav Försök till lärobok för den lägre landtbruksskolan (1858, andra upplagan 1863); Berättelse om en resa i Tyskland (1869), jämte avhandlingen Om redskapens användning på fältet (1870). Han var ledamot av Lantbruksakademien.